# Ковалёв, Николай Евстафьевич
Николай Евстафьевич Ковалёв (4 декабря 1910 — 6 мая 1978, Сочи, Краснодарский край) — главный агроном районного отдела сельского хозяйства Гудаутского района, Абхазская АССР, Грузинская ССР. Герой Социалистического Труда (1948).

## Биография
Родился в 1910 году на территории современной Грузии. В последующем окончил сельскохозяйственный институт, после которого трудился в сельском хозяйстве Грузинской ССР. В послевоенное время — главный агроном отдела сельского хозяйства Гудаутского района.
Занимался восстановлением сельскохозяйственного производства в Гудаутског районе. В 1947 году обеспечил перевыполнение в целом по району планового сбора урожая кукурузы на 94,1 %. Указом Президиума Верховного Совета СССР от 21 февраля 1948 года удостоен звания Героя Социалистического Труда за «получение высоких урожаев кукурузы и пшеницы в 1947 году» с вручением ордена Ленина и золотой медали «Серп и Молот» (№ 708).
Этим же указом званием Героя Социалистического Труда были награждены первый секретарь Гудаутского райкома партии Давид Несторович Джанджгава, председатель Гудаутского райисполкома Дорофей Константинович Черкезия и 12 колхозников различных колхозов Гудаутского района.
В последующем служил в органах Министерства внутренних дел СССР до выхода в отставку в звании полковника милиции. Умер в Сочи в мае 1978 года.
Награды
- Герой Социалистического Труда
- Орден Ленина
- Орден Трудового Красного Знамени (31.08.1971)